# Garda patriotică regală croată

Stema Gărzii patriotice regale croate cu deviza Pentru rege și țară

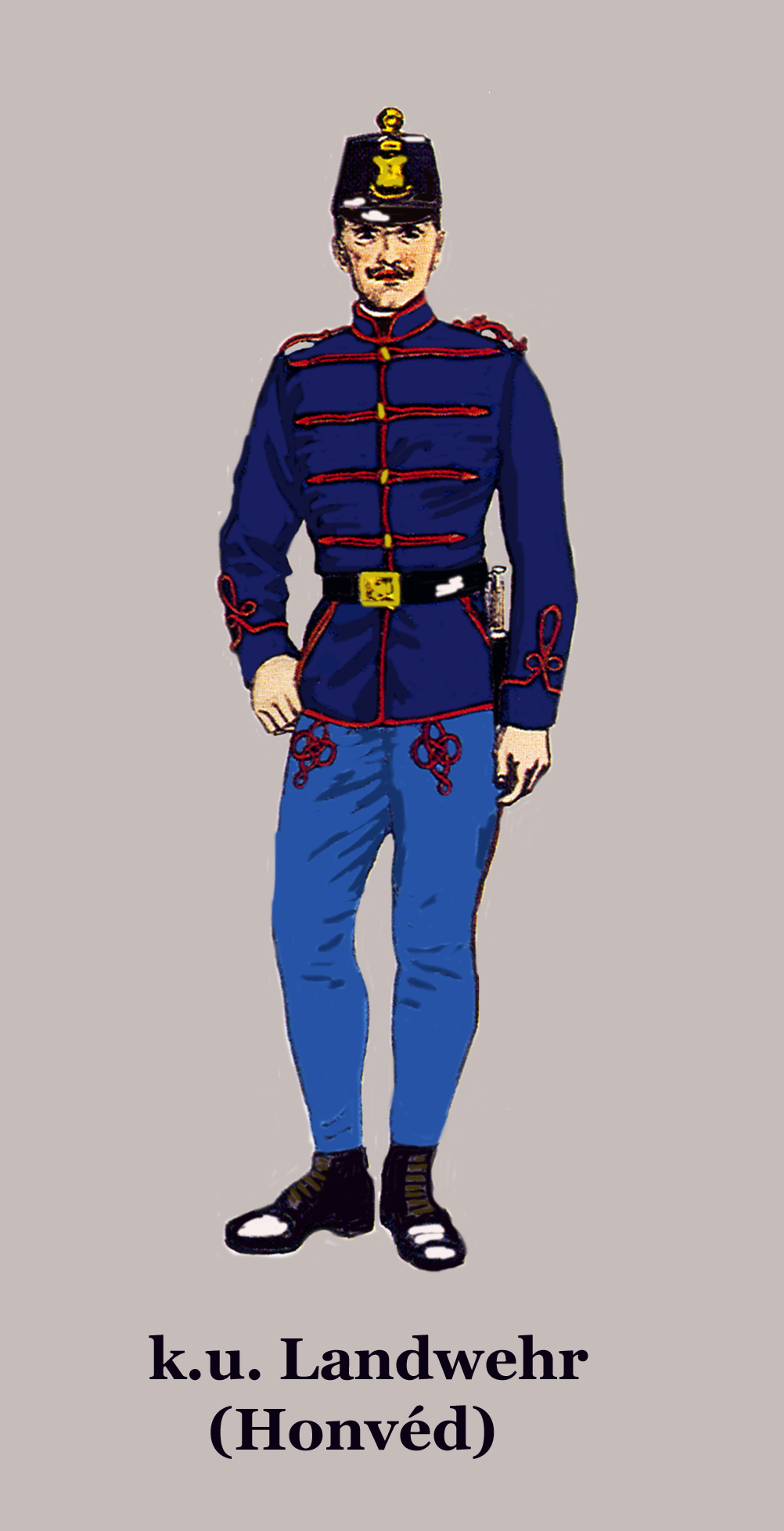
Uniformă de Honvéd

Garda patriotică regală croată (în croată Kraljevsko Hrvatsko Domobranstvo sau Garda patriotică regală croato-maghiară — Kraljevsko hrvatsko-ugarsko domobranstvo sau Garda patriotică croato-slavonă — Hrvatsko-slavonsko domobranstvo adesea doar Domobranstvo sau Domobran; în germană Kroatisch-slawonische Landwehr, în maghiară Horvát-szlavon Honvédség) a fost secțiunea croată a Forțelor de apărare regale maghiare (în maghiară Magyar Királyi Honvédség), care a existat din 1868 până în 1918. Forțele armate au fost create printr-un decret al Parlamentului Croației în 5 decembrie 1868, ca rezultat al Compromisului croato-maghiar.
Compromisul prevedea patru condiții:
1. Croații își vor face stagiul militar în Regatul Croației și Slavoniei
2. Instrucția militară va fi făcută în croată
3. Vor fi înființate academii militare pentru recruții Gărzii patriotice
4. Unitățile militare croate își vor putea lua nume croate

Steagul Gărzii patriotice regale croate
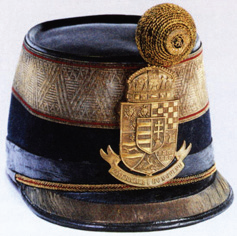
Chipiu al Gărzii patriotice regale croate (1878)
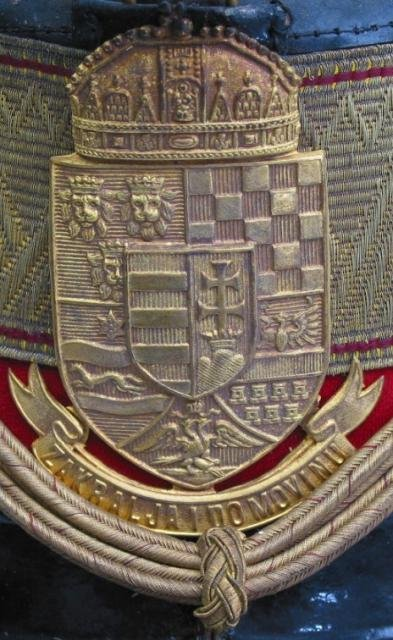
Stema de pe chipiu a Gărzii patriotice
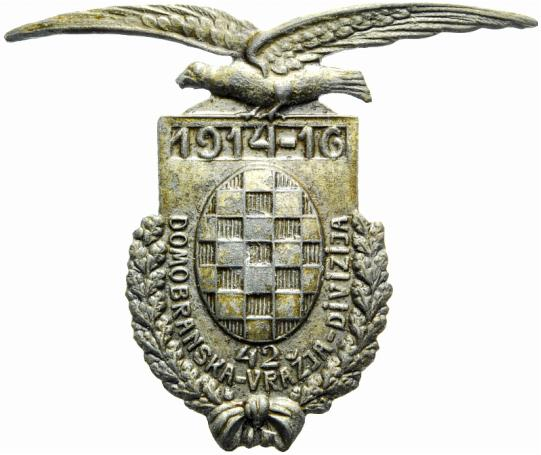
Insigna Diviziei de infanterie nr. 42 a Gărzii patriotice